# Sufragio secreto

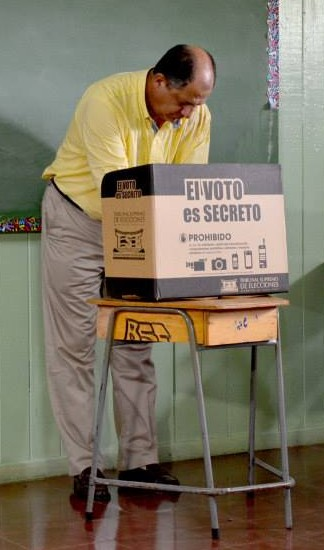
Luis Guillermo Solís, Presidente de Costa Rica, vota detrás de una "pantalla" de privacidad (abril de 2014)

El sufragio secreto, también denominado voto secreto es una garantía del sistema electoral que impide que un extraño pueda influir en su voto o conocerlo. Esto no supone que lo votado por el cuerpo electoral sea secreto al público, sino que tal sentido no pueda asociarse a una persona en concreto. El fin último del secreto es conseguir un voto libre e incondicionado, en el que sólo cuente la soberana voluntad del votante. El sufragio secreto tiene un valor esencial para garantizar que el voto exprese realmente la voluntad del electorado, por lo que su violación suele ser castigada como delito.
Para garantizar el secreto, en las elecciones presenciales se suelen organizar recintos conocidos como cuartos oscuros que permiten la privacidad a la hora de votar, donde nadie puede observar ni controlar el voto. Al salir, dicho sobre cerrado es colocado personalmente por el votante en una urna con muchos otros sobres, de modo que luego no pueda ser identificado individualmente.
En los sistemas electorales de sufragio manual, el voto secreto se garantiza utilizando sobres en los que los ciudadanos colocan la papeleta. Para que el voto sea válido, las papeletas o bien deben carecer de marca alguna, o estas deben cumplir ciertas condiciones.
Por la misma razón suele estar prohibido, bajo pena de nulidad del voto, mencionar el sentido del sufragio en voz alta, en los centros de votación. Dentro de la clasificación de secretos de la teoría del cono es catalogado como un secreto de grado 9, que a prioridad se protege como información privada no íntima, siendo más intenso este secreto que los secretos de estado.

## El voto secreto en Francia
En Francia el secreto del voto se estableció de manera definitiva en junio de 1913 cuando después de muchas batallas legislativas el Senado de ese país aprobó la ley que prevé la utilización en los comicios un dispositivo especial de aislamiento (caseta) que se usó por primera vez en las elecciones municipales anticipadas que tuvieron lugar el 2 de noviembre de 1913 en 14 departamentos.